# ویکتوریا دانلاپ
ویکتوریا دانلاپ (انگلیسی: Victoria Dunlap؛ زادهٔ ۱۹ سپتامبر ۱۹۸۹) بازیکن بسکتبال اهل ایالات متحده آمریکا است.